# Меровинзи
Меровинзи су династија франачких краљева, која је владала Франачком од 481. до 751. године. Они се прво појављују као „краљеви Франака“ у римској војсци северне Галије. До 509. године ујединили су све Франке и северне Гало-Римљане под својом влашћу. Освојили су већи део Галије, поразивши Визиготе (507) и Бургунде (534), а такође су проширили своју власт на Рецију (537). У Германији су своје господство прихватили Алемани, Баварци и Саксонци. Меровиншка Франачка је била највећа и најмоћнија држава западне Европе након распада државе Теодорика Великог.
Династички назив, средњовековни латински Merovingi („Меровечови синови“), потиче од непосведоченог франачког облика, сродног потврђеном староенглеском Merewīowing, при чему је крајње -ing типичан германски патронимски суфикс. Име потиче од салијанског краља Меровеха, кога окружују многе легенде. За разлику од англосаксонских краљевских генеалогија, Меровинзи никада нису тврдили да потичу од бога, нити постоје докази да су сматрани светим.

## Порекло
Меровиншка династија дугује своје име Меровеху, вођи Салијских Франака од 447. до 458. године. Меровинзи постају познати под Хилдериком I после његове победе над Визиготима, Саксонцима и Алеманима. Понекад су их називали дугокоси краљеви, јер су носили дуге косе.
Фредегарова хроника из 7. века имплицира да су Меровинзи потекли од морске звери зване кинотаур:
Прича се да је Хлодио, док је једног лета боравио на мору са својом супругом, његова супруга у подне отишла у море да се окупа, и нашла ју је звер са Нептуна, која је личила на кинотаура. Она је затруднела, било од звери или од мужа, и родила је сина по имену Меровех, од кога су краљеви Франка касније названи Меровинзи.

У прошлости, ова прича се сматрала аутентичним делом германске митологије и често је узимана као доказ да је краљевство Меровинга било сакрално и да је краљевска династија натприродног порекла.. Данас се на то чешће гледа као на покушај да се објасни значење имена Меровеч (морски бик): „За разлику од англосаксонских владара, Меровинзи — ако су и сами икада признали причу о кинотауру, што свакако није сигурно — нису тврдили да потичу од бога“.
Британски египтолог Флиндерс Петри је 1906. године сугерисао да су Марвинги за које је Птоломеј записао да живе у близини Рајне били преци династије Меровинга.

## Хлодовех
Хилдериков син Хлодовех I (481—511) био је уједно и најзначајнији владар династије Меровинга. Ујединио је већину Галије северно од Лоаре после победе над римским патрицијем Сијагријем, намесником дела Галије између Лоаре и Сене, и то у бици код Соасона која се одиграла 486. године. После ове битке Хлодовех је завладао облашћу Париза. 510. године је постао једини вођа и Салијских и Рипаурских Франака и на тај начин ујединитељ Франака. Победио је Алемане 496. у бици код Толбијака. Хлодовех је први франачки краљ који је примио хришћанство. Сматра се да је велики утицај на промену вере имала његова жена Клотилда, ћерка бугундског владара и хришћанка. Хлодовех је крштен 496. и у наредних десет година још три хиљаде његових ратника прелазе у хришћанство чиме је процес христијанизације Франака узео маха. Крштење самог Хлодовеха обавио је епископ Ремса Ремигије, и то у тајности, јер су франачки ратници у почетку били неповерљиви према хришћанском Богу.
Победио је Визиготско краљевство Тулуза у бици код Вујеа 507. када је живот изгубио визиготски краљ Аларик II.
После смрти Хлодовеха, царство је подељено између 4 сина, према старом салијском праву. Области које су синови добили нису представљале компактне целине. Тај обичај се одржао још 100 година. Иако је владало више меровиншких краљева, краљевство је остајало јединствено, јер власт је била колективна.

## Карактер
Меровиншки краљ је био одговоран за расподелу освојеног блага између својих главних присталица. Када би меровиншки краљ умро, његова имовина се делила на једнаке делове наследницима.
Краљ би одређивао властелу задужену за одбрану, администрацију и судство. Требало је да грофови снабдевају војску, регрутују их и награђују земљом. Та војска би долазила на краљев позив. Постојала је годишња национална скупштина властеле и заповедника, где би се одређивала главна политика ратног дејства.
Војска би проглашавала новог краља дижући га на штиту, што је представљало антички обичај, где је краљ био војни вођа, а не шеф државе. Од краља се очекивало да се може финансијски сам одржавати са свог приватног имања. Та очекивања да се краљ сам одржава постојала су све до Стогодишњег рата.
Трговина је опала падом Западног римског царства, па су пољопривредна имања омогућавала најбоље самоодржање. Преосталу међународну трговину одржавали су трговци Блиског истока.

### Закон
Закон у доба Меровинга није био исти за све. За Салијске Франке је постојао Салијски закон, а за Рипуаријске Франке други закон.
По томе су Франци били иза Визигота и Бургундијаца, који су прихватили универзално Римско право. Меровиншки закон је био базиран на преседанима. Није познавао концепт креирања новог закона, него само одржања традиције.

## После Клодвига
Меровиншко краљевство је обухватало целу Галију без Бургундије. Од прве поделе 511. готово стално је било у рату, најчешће грађанском. Клодвигови синови су одржавали братске везе током рата са Бургундијцима, али почели су међусобне сукобе и убиства наследника. Коначно 558. Хлотар I уједињује франачко краљевство. Међутим умире три године касније 561, тако да се царство поново дели.
Поново су избили сукоби између различитих фракција, који су трајали од 561—613. Неустрија и Аустразија и Бургундија-Франш-Конте представљале су три велика дела Франачке. Фракције које владају Неустријом обично би ратовале са фракцијама које би владале Аустразијом. Постојали су тако краљеви само Неустрије и краљеви само Аустразије.
Клотар II успева да уједини царство. Спојио је сва три дела: Неустрију, Аустразију и Бургундију. Царство је постало слабије. Племство је постало много јаче, јер су добили концесије од краља у замену за подршку. Током 6. века франачко царство је било пример стабилне и значајне творевин западне Европе, али током 7. века краљеви престају играти значајну улогу. Све више добијају симболичну улогу. Мајордом (главни службеник краљевског двора) постаје све важнија функција, а краљ од њега треба одобрење за акције. Постојали су мајордоми само Неустрије и само Аустразије.
Моћни Дагобер I (629—639) закратко је поново објединио Франачко краљевство. Провео је много времена у ратничким походима у страним земљама, као што су Шпанија и словенске територије на истоку. Секуларизацијом црквених имања изазвао је незадовољство цркве, тако да Меровинзи остају и без те подршке. После њега појављују се краљеви, који су названи „краљеви који ништа не раде“. У ствари само задња два краља нису радила ништа. Краљеви би долазили на власт и умирали млади, тако да су практично краљевством владали мајордоми.
Пипин Млађи постаје први мајордом, који влада целим царством од 687. до 714. године. Његови наследници су исто мајордоми, а касније постају краљеви.
Од каснијих краљева вреди споменути јаче краљеве као што су Дагобер II и Хилперик II, али мајордоми настављају да врше велику власт и у Неустрији и у Аустразији.

### Карло Мартел спасава Европу 732.
Син Пипина Млађег, Карло Мартел је владао неколико година без краља, иако сам себе није сматрао краљем. Заслужан је за одбрану Европе од Исламске инвазије. Спасио је Европу победом над Муслиманима у бици код Поатјеа 732. године.

### Пипин Мали свргава Меровинге
Касније његов син Пипин Мали постаје краљ 751. године. Добио је најпре подршку племства за промену династије. Помогао је папи у борби против Ломбарда, па је тражио противуслугу од папе да га призна за краља. Последњи меровиншки краљ Хилдерик III је збачен.
Ошишали су га и послали у манастир. Пипин Мали је први краљ из династије Каролинга.

## Да Винчијев код
У књизи „Света крв, свети грал“ од М. Бајџента, Р. Лија и Х. Линколна спомиње се у историјским изворима потпуно неутемељена теорија да су Меровинзи наводни потомци Исуса Христа и Марије Магдалене. Та теорија је основ књиге Да Винчијев код.